# Ocupació de Malta (1798)
L'ocupació de Malta per part de les hosts napoleòniques s'inicia el 10 de juny de 1798, encara que La Valletta, la ciutat més gran i important de l'arxipèlag maltès, no va capitular fins al cap d'un parell de dies. L'ocupació va durar dos anys escassos, tenint en compte que va ser inútil com a base militar, ja que l'1 d'agost de 1798, la Royal Navy va iniciar un bloqueig sobre l'illa que va durar fins a la seva capitulació el 4 setembre de 1800.
Amb la caiguda de Malta es va tancar l'època més brillant de l'Orde de Sant Joan, que havia començat al segle xvi després de la cessió del territori a aquesta institució per part de Carles I. Durant el temps que va estar l'arxipèlag maltès sota el control de l'esmentat orde, s'hi desplegà una important activitat: es va crear una universitat i una escola centrada en les ciències mèdiques, es van edificar construccions de tota classe dissenyades per prestigiosos arquitectes (hospitals i esglésies, majoritàriament), i fins i tot es va instituir una escola naval sota el govern dels cavallers hospitalers on es formaven els fills de l'alta societat europea.
Els francesos van abolir la noblesa, l'esclavitud, el sistema feudal i la inquisició. L'únic recordatori arquitectònic que queda de l'ocupació francesa és probablement la retirada dels escuts de la majoria de les façanes dels edificis dels cavallers. Els maltesos es van rebel·lar aviat contra els francesos i van conduir la guarnició francesa a les fortificacions de Valletta i del Gran Port on van estar assetjats durant més de dos anys. Els francesos  entregaren Malta quan els seus subministraments d'aliments estaven a punt d'esgotar-se.

## Arribada de Bonaparte a l'illa
El 9 de juny, la flota francesa que transportava l'exèrcit d'orient de Napoleó recalà a la franja costanera septentrional de l'illa mediterrània de Malta, governada per Ferdinand von Hompesch zu Bolheim, Gran Mestre de l'Orde de Malta (també coneguda com a Orde de l'Hospital de Sant Joan de Jerusalem), que tenia les seves casernes generals a la ciutat emmurallada de la Valeta.
Des del vaixell almirall de l'esquadra francesa, el L'Orient, Bonaparte demanà permís a les autoritats de la Valeta per ancorar els seus vaixells en el port per fer provisió d'aigua. El Gran Maestre convocà un Consell de Guerra i cridà a tots els cavallers a les armes, que es van preparar ràpidament per a defensar els murs de la capital.
El Gran Mestre Ferdinand von Hompesch zu Bolheim, va rebutjar la demanda de Bonaparte que es permeti a tot el seu comboi entrar al Grand Harbour i assumir subministraments, insistint que la neutralitat de Malta significava que només podrien entrar dos vaixells alhora.

## Capitulació de Malta al general Bonaparte
En rebre aquesta resposta, Bonaparte va ordenar immediatament a la seva flota bombardejar La Valletta i, l'11 de juny, el general Louis Baraguey d'Hilliers va dirigir una operació amfíbia en la qual diversos milers de soldats van desembarcar en set llocs estratègics de l'illa. Molts dels cavallers francesos van abandonar l'ordre (tot i que alguns van lluitar per ella amb validesa), i els cavallers restants no van aconseguir mantenir una resistència significativa. Aproximadament 2.000 milícies natives malteses van resistir durant 24 hores, retirant-se a La Valletta una vegada que la ciutat de Mdina va caure al general Claude-Henri Belgrand de Vaubois. Tot i que Valletta va ser prou contundent per resistir contra un llarg setge, Bonaparte va negociar una rendició amb Hompesch, que va acceptar lliurar Malta i tots els seus recursos als francesos a canvi d'establiments i pensions a França per a ell i els seus cavallers. Bonaparte va establir llavors una guarnició francesa a les illes, deixant 4.000 homes sota Vaubois mentre ell i la resta de la força expedicionària van navegar cap a l'est per Alexandria el 19 de juny.

## Desembarcament de l'exèrcit francès
El 10 de juny, els infants francesos van desembarcar a l'Illa de Gozo, a la badia de Sant Julià i a Marsaxlokk; l'illa de Malta fou ocupada ràpidament, excepte La Valeta. Bonaparte va oferir al Gran Mestre un armistici d'un dia per rendir la capital. La fama de l'exèrcit francès i la seva Revolució havia arribat a l'illa, i eren molts els cavallers (entre ells hi havia 200 cavallers francesos) que no desitjaven combatre, i ja feia temps que els vents de llibertat que bufaven des de la França revolucionària havien ocasionat algunes revoltes dels habitants de l'illa contra els cavallers.
El 12 de juny se signaren els acords de capitulació: Malta passà a ser part de la República de França, el Gran Mestre va rebre una compensació de 300.000 francs, encara que va haver de cedir els llocs de poder als cavallers d'origen francès. Les propietats immobles dels membres de l'Església catòlica i de l'Orde en principi serien respectades.

## Bloqueig per l'armada anglesa
El 18 de juny, Napoleó abandonà l'illa cap Egipte deixant a Malta una guarnició de 4.000 soldats, comandats per Claude-Henri Belgrand de Vaubois, després de reclutar 600 habitants amb els quals va formar la Legió Maltesa, que s'embarcà amb l'Exèrcit d'Orient, però aviat l'Almirallat britànic va conèixer on es trobava la flota francesa i envià contra ella l'esquadra de Nelson i la de l'almirall Jervis, que estaven en el port de Gibraltar preparades per tancar el pas de l'Estret.
Després de la captura de la flota francesa durant la batalla del Nil, l'1 d'agost de 1798, la Royal Navy va iniciar un bloqueig sobre l'illa, assistida per una rebel·lió de la població local. Obligats a replegar-se a Valletta, els francesos van patir malalties amb gran escassetat de provisions, fets que van afectar greument la seva moral. Tot i que van resistir 2 anys, a principis del 1800 es produïren diversos combats entre els francesos, intentant trencar el bloqueig que mantenien els britànics, amb l'esquadra liderada per l'almirall Horatio Nelson, ajudats pels maltesos que es van alçar contra els francesos el 2 de setembre, finalment el bloqueig va acabar amb la rendició a Nelson el 4 setembre de 1800.

## Aixecament maltès del 2 de setembre
Els francesos van desmantellar ràpidament les institucions dels cavallers de Sant Joan, inclosa l'Església catòlica romana, i el poble maltès no estava content amb això. Hi va haver problemes econòmics i el govern francès ja no va pagar salaris ni pensions i va començar a treure or i plata dels bancs i palaus de l'Ordre.
La propietat de l'església va ser saquejada i capturada per pagar l'expedició a Egipte, un acte que va generar una ràbia considerable entre la població maltesa profundament religiosa. El 2 de setembre, aquesta ràbia va esclatar en una revolta popular durant una subhasta de la propietat de l'església i, en pocs dies, milers de irregulars maltesos havien conduït la guarnició francesa cap a la ciutat de Valletta i el port. La Valletta estava envoltada per aproximadament 10.000 soldats maltesos irregulars dirigits per Emmanuele Vitale i el canonge Francesco Saverio Caruana, però la fortalesa era massa forta perquè els irregulars assaltessin. Els maltesos van construir fortificacions de setge al voltant de la zona del port per bombardejar les posicions franceses.
L'ajuda de Gran Bretanya va arribar més tard. El 1799, el capità Alexander Ball va ser nomenat comissari civil de Malta. La guarnició francesa de La Valletta finalment es va rendir als britànics el 5 de setembre de 1800 i tota la guarnició va ser portada a Toló a bord dels vaixells britànics, amb Malta passant a ser un protectorat britànic.

### Gozo independent
El 28 d'octubre de 1798, Ball va finalitzar amb èxit les negociacions amb la guarnició francesa a la petita illa de Gozo, els 217 soldats francesos allà van acceptar rendir-se sense lluita i cedir l'illa als britànics. Els britànics van transferir l'illa als seus habitants, i va ser administrada per l'arxipreste Saverio Cassar en nom de Ferran III de Sicília. Gozo va romandre independent fins que Cassar va ser apartat del poder pels britànics el 1801.

## Conseqüències
Així van acabar els 268 anys de govern de l'Orde de Sant Joan a Malta. Ferdinand von Hompsech va deixar l'illa pacíficament amb molts altres cavallers. De Malta es van dirigir a Sant Petersburg, per anar després a Trieste i Ljubljana, acabant finalment, a Roma, la seu actual. El 1799 Hompesch va dimitir del càrrec i es va refugiar primer a Àustria i després a Roma. El 1804 va anar a Montpeller on va morir l'any següent, pobre i oblidat de tothom. Fou enterrat a l'església de Santa Eulàlia d'aquesta ciutat.
Napoleó va reconèixer que no hauria pres la capital sense l'ajuda de l'interior, a causa de la seva magnífica fortificació, i s'instal·là en el Palau Parisio, nomenant al general Varbois governador de la plaça, amb una primera ordre, la d'organitzar una comissió per administrar-la. Bonaparte demanà l'elaboració d'un inventari en el qual figuressin els béns i patrimonis del tresor de l'Orde de Sant Joan, el seu palau i les esglésies, i ordenà que tot allò que no figurés a la llista o que, en paraules del general, «no resultés imprescindible per al culte» fos requisat i embarcat en el L'Orient i la Serieuse.
Les esglésies foren saquejades, incloent les joies, objectes valuosos i les monedes del tresor de l'Orde; la plata es va fondre en barres i embarcada. Al cap d'uns dies, Napoleó ja havia recollit una fortuna d'aproximadament un milió de lliures. Posteriorment l'Orde fou expropiada de les seves terres i rendes.
Malta suposava per a França una baula crucial de la seva cadena d'illes al costat de les de Saint Pierre i Corfú, que podien permetre a la seva armada tancar el Mediterrani a l'armada britànica i proveir les seves futures conquestes. No obstant això, l'ocupació no va caure bé al principi a la metròpoli, doncs no tot el govern estava d'acord que Malta fos un objectiu a conquerir. Napoleó hauria de justificar la seva ocupació a Talleyrand, ministre d'Afers exteriors francès.